# Субайт Хатер
Субайт Хатер Фаєл Хаміс Аль-Мухаїні (араб. سبيت خاطر فايل خميس المخيني; нар. 27 лютого 1980, Аль-Айн) — еміратський футболіст, який грав на позиції півзахисника. Відомий за виступами в клубах «Аль-Айн» і «Аль-Джазіра», а також у складі національної збірної ОАЕ, у складі якої двічі брав участь у фінальному турнірі кубка Азії.

## Клубна кар'єра
Субайт Хатер народився в місті Аль-Айн, та розпочав займатися футболом у місцевому клубі «Аль-Айн». У пролфесійному футболі дебютував у 1997 році в складі цього ж клубу, та швидко став гравцем основи команди. У складі клубу кілька разів ставав чемпіоном ОАЕ, володарем Кубка Президента ОАЕ та Суперкубка ОАЕ, переможцем клубного кубку чемпіонів Перської затоки та Азійського кубку чемпіонів. Двічі визнавався кращим футболістом ОАЕ.
У 2008 році Субайт Хатер перейшрв до складу клубу «Аль-Джазіра». У складі цієї команди грав до 2014 року, став у її складі ще раз чемпіоном ОАЕ, володарем Кубка Президента ОАЕ, та володарем Кубка ліги ОАЕ. У 2014 році футболіст став гравцем клубу «Аль-Фуджейра», проте вже за короткий час завершив виступи на футбольних полях.

## Виступи за збірну
Субайт Хатер у 1999 року дебютував у складі національної збірної ОАЕ. У 2002 році в складі збірної він брав участь у футбольному турнірі Азійських ігор. У 2004 році футболіст у складі збірної брав участь у фінальному турнірі кубка Азії з футболу 2004 року, на якому збірна ОАЕ зайняла останнє місце в групі, і не вийшла до наступного етапу. У 2011 році футболіст вдруге брав участь у фінальному турнірі кубка Азії з футболу, на якому еміратська збірна знову зайняла останнє місце в групі. У складі збірної Хатер грав до 2011 року, загалом зіграв у її складі 120 матчів, у яких відзначився 12 забитими м'ячами.

## Досягнення
- Чемпіон ОАЕ: 1997—1998, 1999—2000, 2001—2002, 2002—2003, 2003—2004, 2010—2011
- Володар Кубка Президента ОАЕ: 1998–1999, 2000–2001, 2004–2005, 2005–2006, 2010–2011, 2011–2012
- Володар Суперкубка ОАЕ: 2003
- Володар Кубка ліги ОАЕ: 2009—2010
- Володар клубного кубка чемпіонів Перської затоки: 1997
- Володар Азійського кубку чемпіонів: 2003
- Кращий футболіст ОАЕ: 2000—2001, 2004—2005